# Porta cittadina

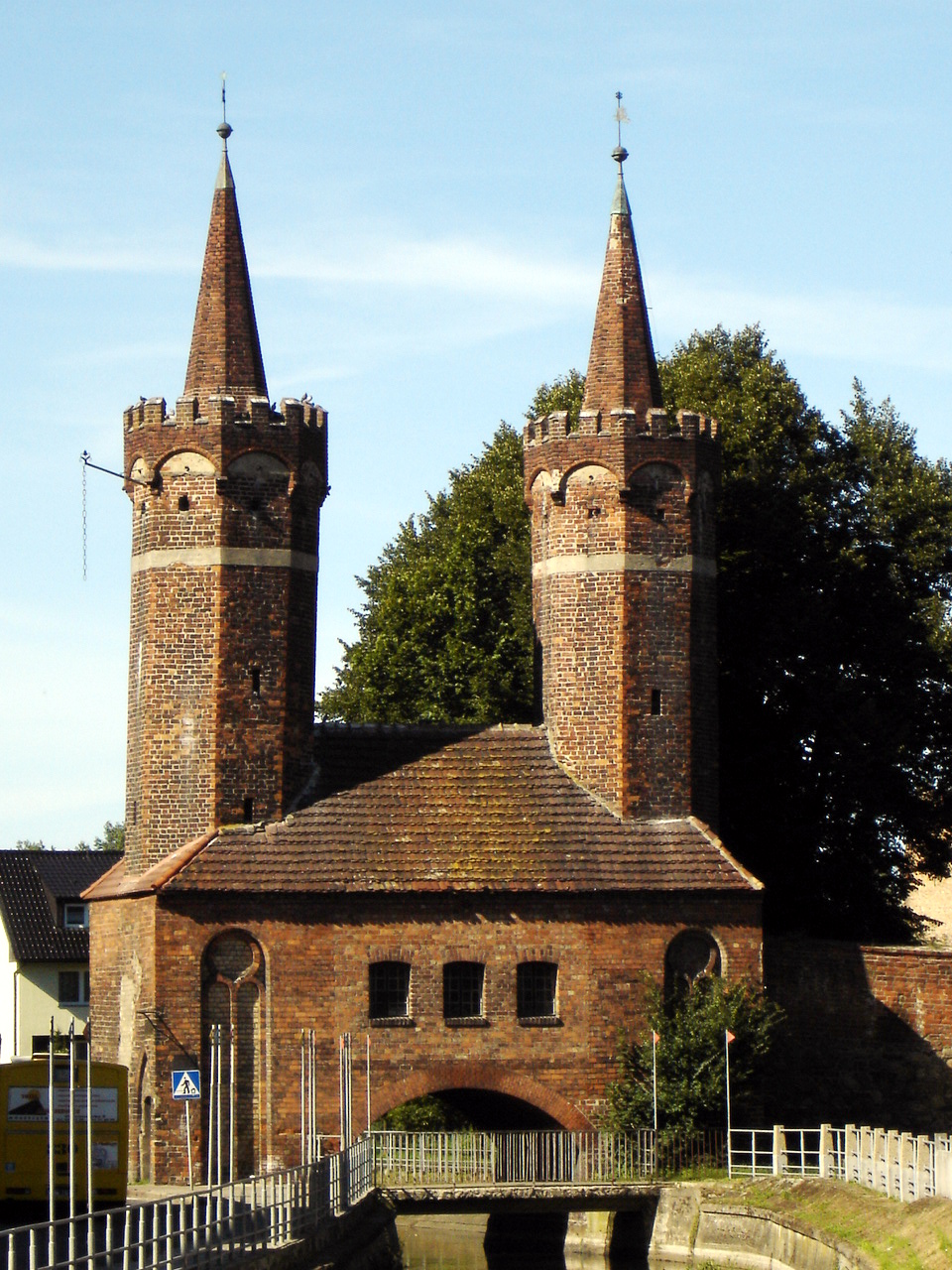
La Brama Młyńska nella città polacca di Stargard, una delle poche porte d'acqua in Europa

Una porta cittadina o porta urbica (da urbe, ossia città) è un elemento architettonico che fa parte della cerchia muraria che circonda, o circondava, un centro abitato.

## Utilizzi
Le porte cittadine erano il punto di accesso alla città dove venivano controllate persone, veicoli, beni ed animali che vi transitavano. A seconda del contesto storico, ricoprivano funzioni di difesa, sicurezza, salute, commercio o imposizione fiscale, ed erano presidiate dalle autorità comunali o militari. Sulla porta cittadina erano solitamente pubblicati gli editti riguardanti scadenze di tasse e imposte, unità di misura locali e testi di legge. Potevano essere particolarmente fortificate, ornate con scudi araldici, sculture o iscrizioni, o usate per esporre le teste dei criminali o dei nemici pubblici decapitati.

## Galleria d'immagini

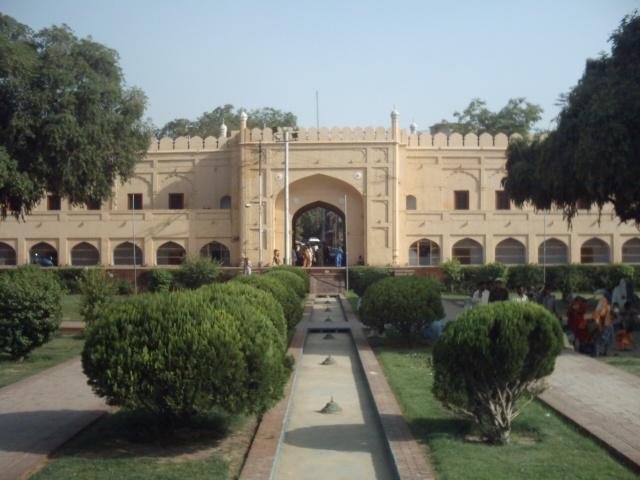
Porta Roshnai di Hazuri Bagh (Lahore)
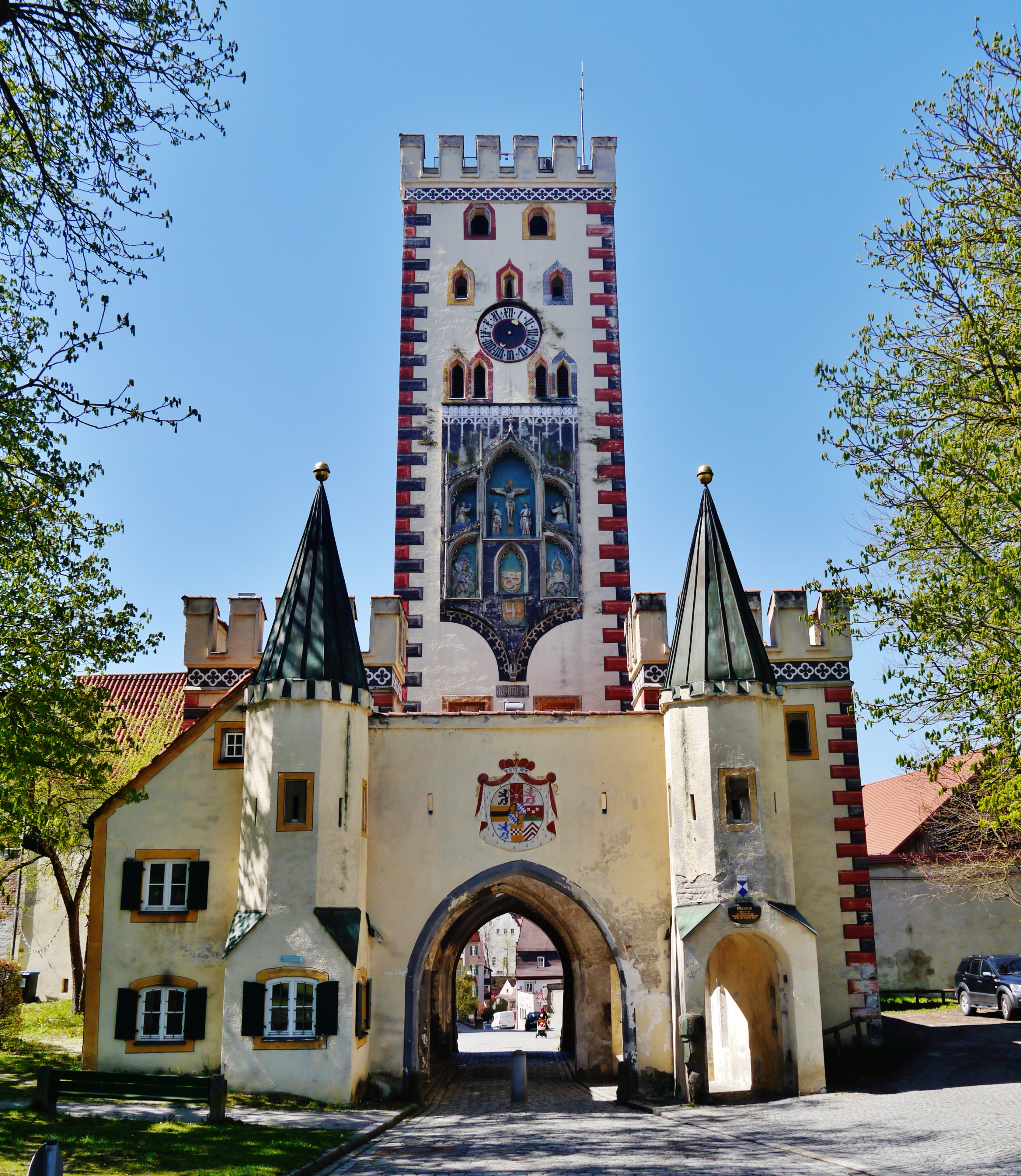
Bayertor di Landsberg am Lech
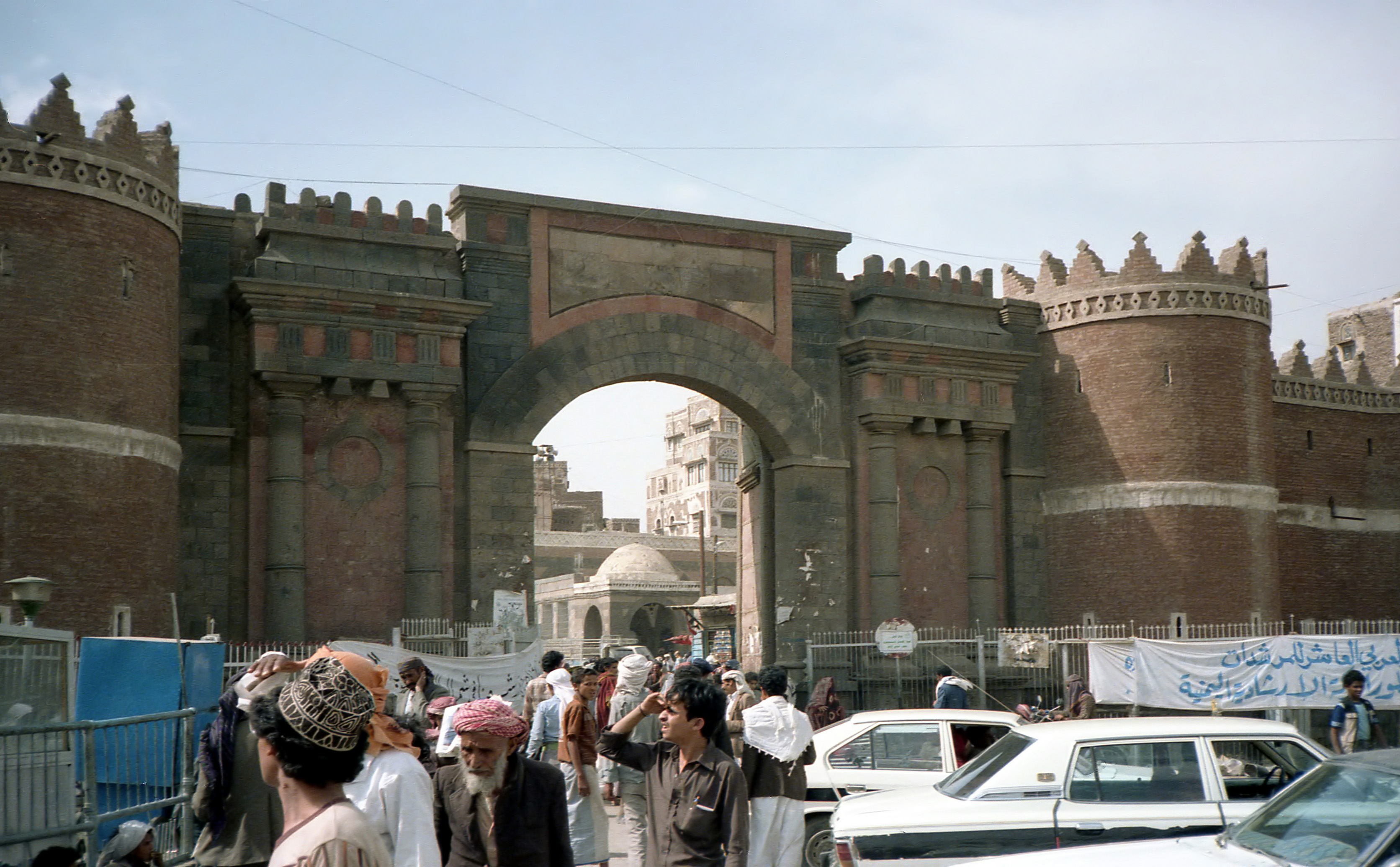
Bab al Yemen di Sana'a, Yemen
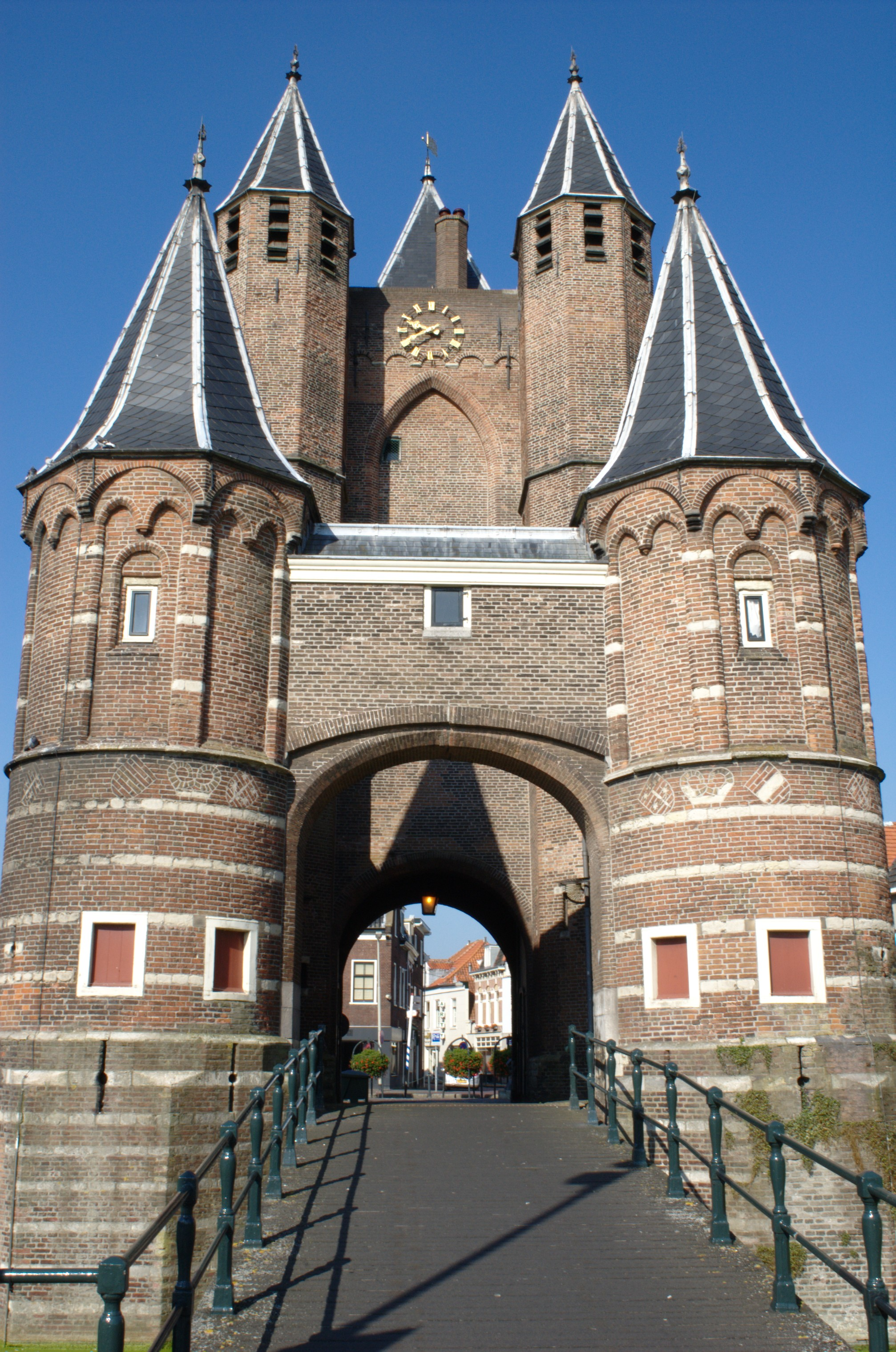
La Amsterdamse Poort, unica porta cittadina rimasta ad Haarlem, Paesi Bassi, fu costruita nel 1355
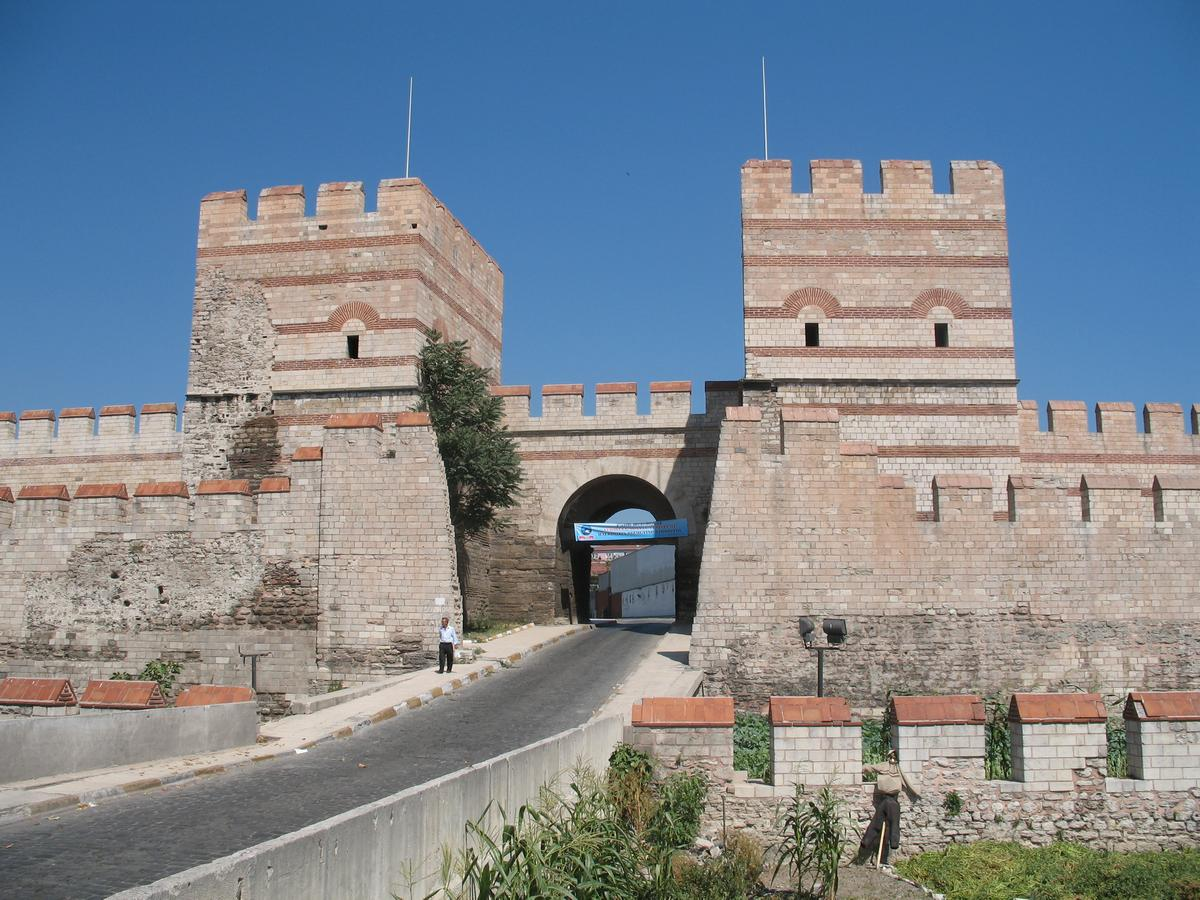
La seconda porta militare delle mura teodosiane di Istanbul
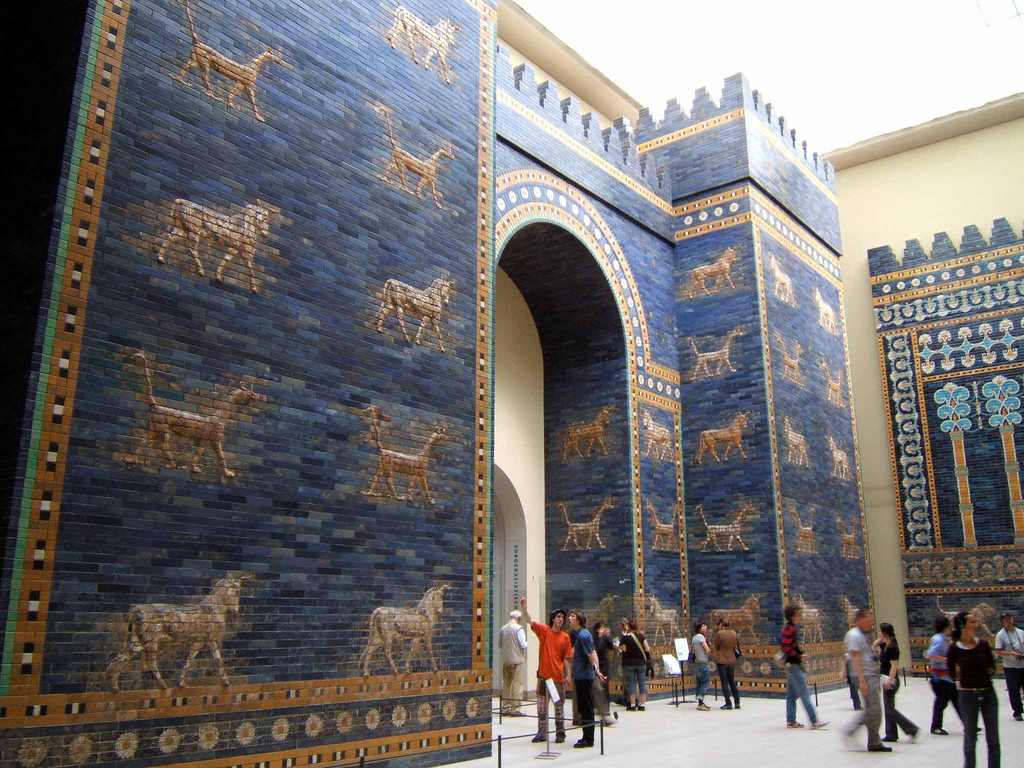
Porta Ishtar nel Pergamon Museum di Berlino
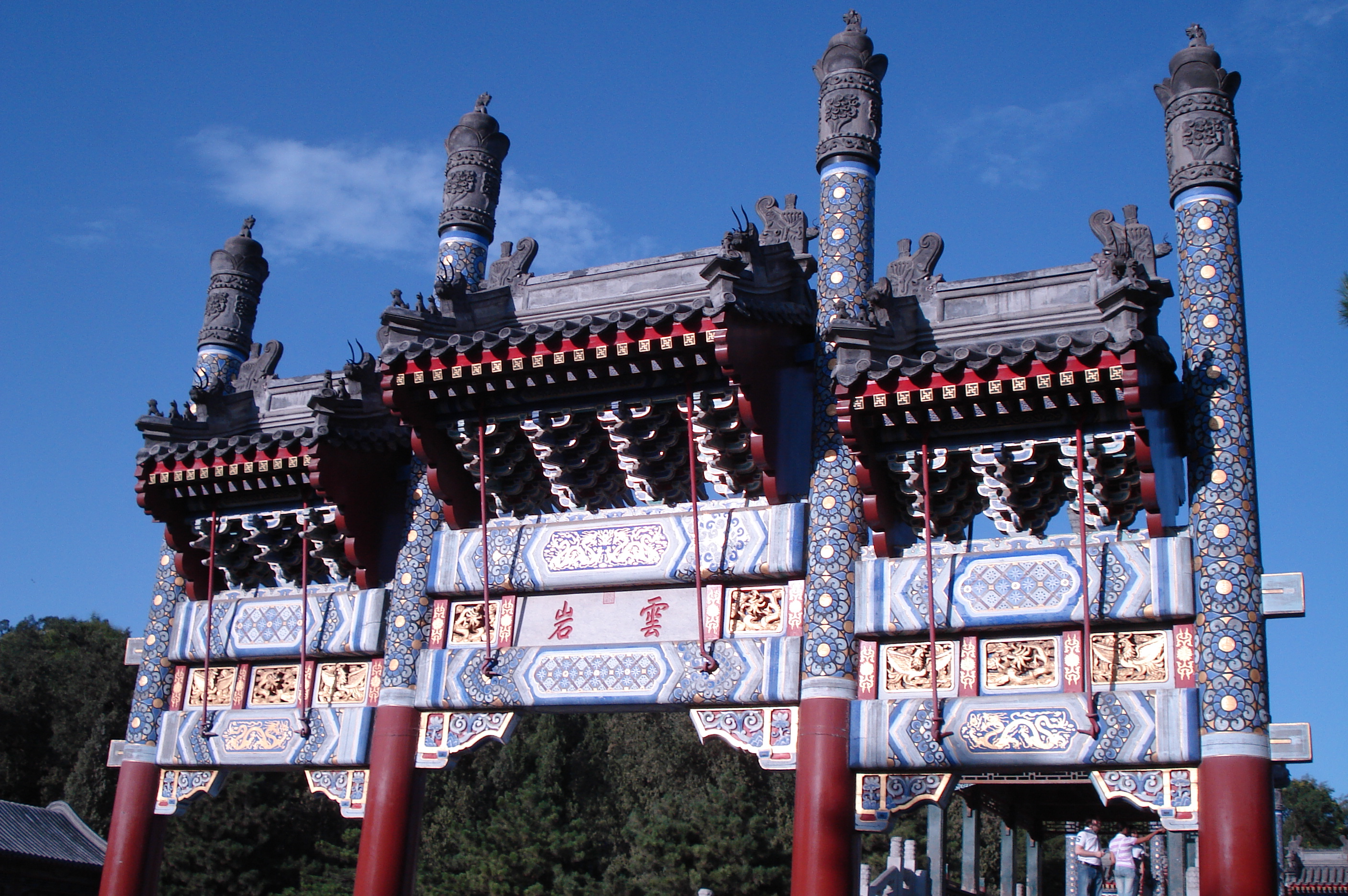
Paifang del Palazzo d'Estate (Pechino)
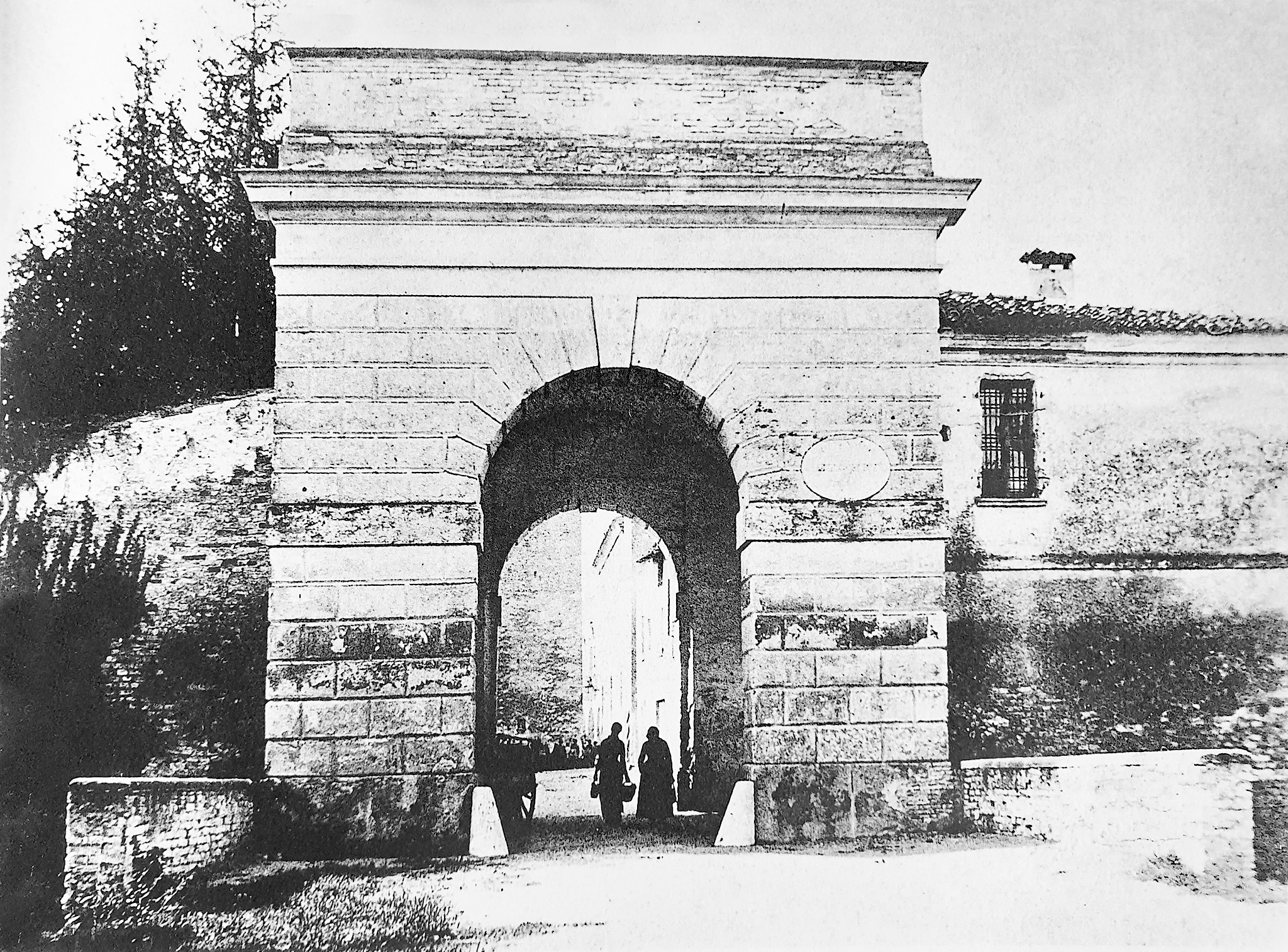
Castel Goffredo, Porta di Sopra a fine '800